# Sávos pálmasodró
A sávos pálmasodró (Hemigalus derbyanus) az emlősök (Mammalia) osztályába a  ragadozók (Carnivora) rendjébe és a cibetmacskafélék családjába tartozó Hemigalus nem egyetlen faja.

## Előfordulása
Mianmarban, Indonéziában, Malajziában és Thaiföldön honos.

## Megjelenése
A sávos pálmasodrónak rövid lábai vannak. A hossza 25–38 cm.